# 김진아 (배우)
김진아(한국 한자: 金鎭雅, 1963년 10월 24일~2014년 8월 20일)는 미국의 배우이다.

## 생애

### 초기
1963년 10월 24일 서울특별시에서 출생하였다. 부친은 원로 영화배우 김진규이며, 모친은 배우 김보애로서, 일찍부터 예술적 감수성과 연예계적 분위기 속에서 성장하였다. 이러한 가정적 배경은 그녀가 훗날 배우의 길을 걷는 데 있어 중요한 토대가 되었다.
학창 시절에 김진아는 형제들과 함께 미국으로 유학을 떠나 뉴욕 소재 고등학교를 졸업하였다. 메트로폴리탄 대학교에 진학하여 성악, 특히 소프라노 전공으로 학사 학위를 취득하였다. 그는 본래 성악가의 길을 걷고자 하였으나, 방학 중 귀국하여 참석한 영화 시사회에서 영화계 인사의 눈에 띔으로써 배우로서의 길을 열게 되었다.

### 데뷔와 전성기
1983년 조명화 감독의 영화 《다른 시간 다른 장소》로 스크린에 데뷔하였다. 이후 《창밖에 잠수교가 보인다》(1985), 《야훼의 딸》(1986), 《서울 흐림 한때 비》(1986), 《연산일기》(1988) 등 다수의 작품에서 주연을 맡아 대중적 주목을 받았다. 그녀는 1980년대 한국 영화계를 대표하는 섹시 스타 중 한 명으로 평가되었다.

### 후반 활동
2000년 미국인 케빈 오제이와 결혼한 이후, 아들 매튜와 함께 하와이로 이주하여 생활하였다. 연예계 활동은 다소 줄어들었으나, 2010년 임상수 감독의 영화 《하녀》에 산부인과 의사 역으로 특별 출연하여 관객들에게 반가운 모습을 보였다. 또한 KBS 2TV의 프로그램 여유만만을 통해 하와이 생활을 공개하며 근황을 전하기도 하였다.

### 투병과 별세
김진아는 말기 암 진단을 받고 투병 생활을 이어왔다. 현지시각 2014년 8월 20일, 미국 하와이에 위치한 자택에서 가족들이 지켜보는 가운데 향년 50세를 일기로 별세하였다. 그녀의 사망 소식은 국내외 언론을 통해 널리 보도되었으며, 많은 동료와 팬들이 애도의 뜻을 전하였다.

## 학력
- 뉴욕 시티 모 고등학교(졸업)
- 뉴욕 메트로폴리탄 대학교 성악학과(학사, 소프라노 전공)

## 작품

### 주연
- 1983년 《다른 시간 다른 장소》
- 1984년 《수렁에서 건진 내딸》
- 1984년 《지금 이대로가 좋아》
- 1985년 《창밖에 잠수교가 보인다》
- 1985년 《밤의 열기 속으로》
- 1986년 《삼색스캔들》
- 1986년 《야훼의 딸》
- 1986년 《내시》
- 1986년 《유혹시대》
- 1986년 《LA 용팔이》
- 1986년 《서울 흐림 한때 비》
- 1988년 《연산일기》
- 1988년 《멋장이 세상》
- 1988년 《슈퍼 바람돌이》

### 조연
- 2010년 《하녀》 = 감독 임상수

### 드라마 조연
- 1990년 《대원군》(MBC)
- 1995년 《개성시대》(KBS2)
- 1997년 《욕망의 바다》(KBS2)
- 2001년 《명성황후》(KBS2)
- 2007년 《못된사랑》(KBS2)
- 2008년 《순결한 당신》(SBS)